# Friar's Inn
Friar's Inn (également appelé New Inn Friar's) était un club de jazz, une discothèque et un speakeasy situé à Chicago dans l'Illinois, qui fut célèbre pour sa musique jazz dans les années 1920.
Situé dans un sous-sol au 60 East Van Buren ou 343 South Wabash, dans le secteur communautaire du Loop à Chicago, l'établissement été possédé par Mike Fritzel et a attiré les gangsters de l'Outfit, ainsi que les amateurs de musique jazz.
Parmi les groupes notables liés au Friar's Inn, il y avait les New Orleans Rhythm Kings (initialement le Friar's Society Orchestra) et le Austin High School Gang (également connu sous le nom « Blue Friars »).
Parmi les musiciens qui se sont produits au Friar's Inn, on trouve Frank Teschemacher, Bud Freeman, Steve Brown, George Brunies, Merritt Brunies (en), Emmett Hardy, Paul Mares (en), Leon Roppolo (en), Bee Palmer (en), Louis 'Lou' Black (en) et Mel Stitzel (en). Joan Crawford y a travaillé comme danseuse au début de sa carrière.